# Antulio Sanjuan Ribes
Antulio Sanjuan Ribes (Alicante, 10 de julio de 1902 - Alicante, 2 de diciembre de 1982) fue un Poeta, actor de teatro, tramoyista, escritor y colaborador durante décadas de multitud de publicaciones dedicadas a las Hogueras de San Juan en Alicante. Da nombre a una calle y a un premio literario anual sobre las mismas.

## Biografía
Amante de la ópera y la zarzuela, y aficionado al dibujo y a la acuarela. Realizó varios bocetos, pinturas y dibujos pero siempre a un nivel particular. Antulio Sanjuan Ribes fue una persona muy popular en Alicante.
De ideales ateísticos, gozaba de un gran sentido del humor, patente en todas sus obras, escritas en valenciano y en castellano. Además de colaborar con la prensa alicantina, escribió asiduamente en numerosos llibrets foguerers, en los cuales nos ha dejado originales explicaciones de Hogueras con una versificación sencilla y plena de humorismo.
Sanjuan fue un amante de su tierra, sus fiestas y sus costumbres. Era gran amigo de personajes célebres como el escritor y periodista Emilio Chipont, los pintores Gastón Castelló, José Pérezgil o el presidente de la Comisión Gestora de las Hogueras de San Juan durante muchos años, Tomás Valcárcel Deza.
Hay un detalle que podría sintetizar su especial manera de ser y ver la vida; le gustaba firmar sus obras, siempre escritas a mano, caricaturizándose a sí mismo con un simpático perfil de su rostro, resaltando su generosa nariz.
Trabajó como electricista en el Ayuntamiento de Alicante hasta la guerra civil española en 1936. Al terminar la misma, tuvo que ganarse la vida trabajando incluso como mozo de carga y descarga en el Muelle del Puerto de Alicante.
A mediados de los años cuarenta entra a trabajar en el Teatro Principal de Alicante, y aquí es donde desempeña tareas tan variadas como las de electricista, tramoyista o actor. Participó como actor en varios grupos teatrales alicantinos, especialmente, a partir de 1929, en los dirigidos por Ángel Mas y Paco Hernández. El año 1935 actuó en el Novedades de Valencia con el conjunto dirigido por Paco Hernández. Es precisamente por su faceta de actor por la que es encarcelado unos meses por salir representando al General Gonzalo Queipo de Llano en una satírica obra teatral. El lugar fue en la desaparecida Prisión Provincial de Alicante, sitio donde fue fusilado José Antonio Primo de Rivera.
Varias de sus obras, muchas de teatro, han sido adaptadas y estrenadas. En el año 1954 se une sentimentalmente a Lola Ruiz Rufete (Almoradí 19/9/1921 - Alicante 7/12/2020) muy querida en Alicante por su bondad y sencillez y muy conocida también por haber trabajado durante 44 años en el Teatro Principal. Lola Ruiz fue objeto de un reconocimiento meritorio el 20 de octubre de 2018 gracias al diario Información de Alicante, en el que se la reconoce como la más antigua trabajadora del Teatro Principal de Alicante, con 97 años de edad. Erróneamente en dicho diario, se la menciona como Lola Martínez. A fecha de hoy 17 /12 /2020 dicho error no ha sido subsanado.
Hasta el día de su muerte, Antulio Sanjuan, vivió junto a ella en el barrio alicantino de José Antonio, junto al barrio de Benalúa.
Multitud fueron las aportaciones teatrales y colaboraciones, también en radio, con el famoso locutor Pepe Mira Galiana,alma mater de la extinta emisora "La Voz de Alicante". El programa "En llengua vernàcula",en la década de los 70, tuvo gran popularidad debido en gran medida a la aportación de Antulio Sanjuan con sus sainetes radiofónicos en valenciano.
El 6 de febrero de 1975 se le realizó un homenaje en el Teatro Principal de Alicante. Su gracia innata y su espléndido sentido del humor los traspasaba a la escritura teatral con una extraordinaria facilidad. Le han homenajeado en innumerables ocasiones posteriormente y ha sido modelado en forma de ninot indultado dos años después de su muerte en la Hoguera del barrio donde vivía. También da nombre a una calle de la ciudad de Alicante.

## Obras
- Ja ha aparegut la polsera, 1933
- Per fi ve el diputat, 1933
- La vellea de la foguera, 1934
- Una nit en el sonoro, 1937
- Tierras pardas, 1937
- Radio Sevilla, 1937
- Benacantil, 1950
- Muses Llevantines, 1951
- La melopea misteriosa de Boni el dels granets, 1953
- Sempre fogueres o Alacant és la glòria, 1961
- Tenorio setenta-nou, 1979
- Les inocentaes, 1979
- L'atropellat, 1979